# Kubuta
Kubuta é uma cidade de Essuatíni localizada no distrito de Shiselweni.